# Кримінальне переслідування
Кримінальне переслідування — незаконна  діяльність, здійснювана стороною обвинувачення з метою викриття підозрюваного, обвинуваченого в скоєнні злочину. 

Термін «кримінальне переслідування» не вживається у кримінальному і кримінально-процесуальному законодавстві України в аспекті функції органів розслідування. Він   не  є тотожним, поняттю «розслідування кримінальної справи» за національним законодавством України. Під кримінальним переслідуванням  розуміються позазаконні дії, репресії.  Між тим, в недалекому минулому в часи масових кримінальних репресій  саме функція кримінального переслідування знаходила закріплення на законодавчому рівні в республіках колишнього СРСР. Зокрема в ст. 9 КПК Росії 1938 року зазначалось (мовою оригіналу): "прокукратура  обязана возбудить уголовное преследование  перед судебными и следственными органами  по всякому совершившемуся и подлежащему наказанию преступлению". 
В наш час, с. 542 КПК України визначаючи «обсяг міжнародного співробітництва під час кримінального провадження», містить припис: «Міжнародне співробітництво під час кримінального провадження полягає у вжитті необхідних заходів з метою надання міжнародної правової допомоги шляхом вручення документів, виконання окремих процесуальних дій, видачі осіб, які вчинили кримінальне правопорушення, тимчасової передачі осіб, перейняття кримінального переслідування, передачі засуджених осіб та виконання вироків. Міжнародним договором України можуть бути передбачені інші, ніж у цьому Кодексі, форми співробітництва під час кримінального провадження».  Вжиття тут терміна «перейняття кримінального переслідування»  по суті за змістом зводиться до "перейняття кримінального провадження", про що і йдеться в назві статті. Термін "переслідування" тут некоректно використаний.    
Див. також 
- Досудове розслідування